# Gunborg
För det svenska fartyget som sänktes under andra världskriget, se S/S Gunborg.
Gunborg är ett fornnordiskt kvinnonamn. Namnet är sammansatt av orden gunr ’strid’ och borg(h) ’beskydd’. Namnet har funnits i Sverige åtminstone sedan 1000-talet.
Namnet förekommer ofta på runstenar, men blev sedan under medeltiden ganska ovanligt. I slutet av 1800-talet fick det dock ett uppsving och blev - efter att det kommit in i almanackan 1901 - mycket populärt under några decennier. Bland kvinnor som idag är mellan 70 och 90 år är det troligen bland de 50 vanligaste, men räknat på hela befolkningen ligger det idag runt 90:e plats.[källa behövs]
Den 31 december 2014 fanns det totalt 10 743 kvinnor folkbokförda i Sverige med namnet Gunborg, varav 3 544 bar det som tilltalsnamn.
Namnsdag i Sverige: 3 mars (sedan 1901). I den finlandssvenska namnsdagslängden har Gunborg namnsdag 2 september sedan 1995. Före det hade Gunborg namnsdag 23 maj 1950–1994.

## Personer med namnet Gunborg
- Gunborg Wildh, svensk författare
- Gunborg Åhling, svensk orienterare

## Alter ego
- Författaren Tora Dahls alter ego i de åtta självbiografiska romanerna om Gunborg.